# جروارو
جروارو (به ایتالیایی: Gruaro) یک کومونه در ایتالیا است که در استان ونیز واقع شده‌است.

## خصوصیات
جروارو ۱۷٫۲۴ کیلومترمربع مساحت و ۲٬۷۸۶ نفر جمعیت دارد و ۱۰ متر بالاتر از سطح دریا واقع شده‌است.